# هوراشيو رايت
هوراشيو رايت (بالإنجليزية: Horatio Wright)‏ هو ضابط أمريكي، ولد في 6 مارس 1820 في كلينتون في الولايات المتحدة، وتوفي في 2 يوليو 1899 في واشنطن العاصمة في الولايات المتحدة.